# Wierchoslawa van Kiev
Wierchoslawa van Kiev, ook Wierchoslawa van Novgorod genoemd (circa 1125 - op een 15 maart rond het jaar 1162) was groothertogin-gemalin van Polen.

## Levensloop
Ze was een dochter van Vsevolod Mstislavitsj, een prins uit de dynastie der Ruriken, die het Kievse Rijk bestuurde, en een onbekende vrouw.
Rond het jaar 1137 huwde ze met Bolesław, een zoon van hertog Bolesław III van Polen. Het huwelijk was gearrangeerd door Bolesławs moeder Salomea van Berg-Schelklingen, die een alliantie met het Kievse Rijk wilde vormen tegen haar stiefzoon Wladislaus, die in 1138 de Poolse troon betrad. Bij zijn dood in 1138 had hertog Bolesław zijn grondgebied verdeelde onder zijn vier zonen en zijn vrouw, waarbij Bolesław Mazovië en Kujivië erfde en er hertog werd.
In 1141 was Wierchoslawa aanwezig toen haar schoonmoeder Salomea in Łęczyca haar grondgebied verdeelde onder haar drie zoons zonder medeweten van haar stiefzoon Wladislaus. Dit betekende het begin van de strijd tussen Wladislaus en zijn drie halfbroers om de macht in Polen. Nadat Wladislaus in 1146 deze oorlog verloor en afgezet werd, werd Bolesław IV de nieuwe groothertog van Polen.
Rond het jaar 1162 overleed Wierchoslawa, waarna haar man in 1167 hertrouwde met een zekere Maria. Ze werd begraven in de Kathedrale basiliek Maria-Tenhemelopneming van Płock. Na haar dood gaf haar man aan een cisterciënzerklooster de opdracht om een gezangenboek te schrijven om Wierchoslawa te herdenken. Wierchoslawa en Bolesław hadden drie kinderen:
- Bolesław (1156-1172)
- een onbekende dochter (circa 1160-na 1178), gehuwd met Vasilko Jaropolkovitsj, vorst van Sjoemsk.
- Leszek (circa 1162-1186), hertog van Mazovië

- Gemeinsame Normdatei: 1071376918
- Virtual International Authority File: 316388788